# Kaduna
Cet article concerne la ville. Pour la rivière et l’État, voir Kaduna (rivière) et État de Kaduna.

Kaduna est la capitale de l'État de Kaduna et l'ancienne capitale politique du nord du Nigeria. Elle est située dans le Nord-Ouest du Nigeria, sur la rivière Kaduna. C'est un carrefour commercial et logistique majeur, car la cité constitue la porte d'entrée vers les États du nord du Nigeria, avec son important réseau ferroviaire et routier,.

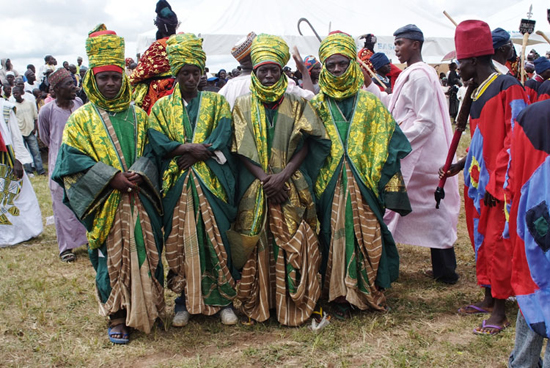
Haoussas en tenue traditionnelle.

La population de Kaduna était de 760 084 habitants au recensement nigérian de 2006. L'urbanisation rapide depuis 2005 a donné lieu à une forte augmentation de la population : en 2023, la population est estimée à 1,1 million.

## Étymologie
L'étymologie du mot Kaduna serait une corruption du mot haoussa pour « crocodiles », Kaddanni en langue haoussa (kaduna étant le pluriel). Une autre version du nom propose un lien avec le mot/nom Gbagyi « Odna », signifiant « rivière ».

## Histoire

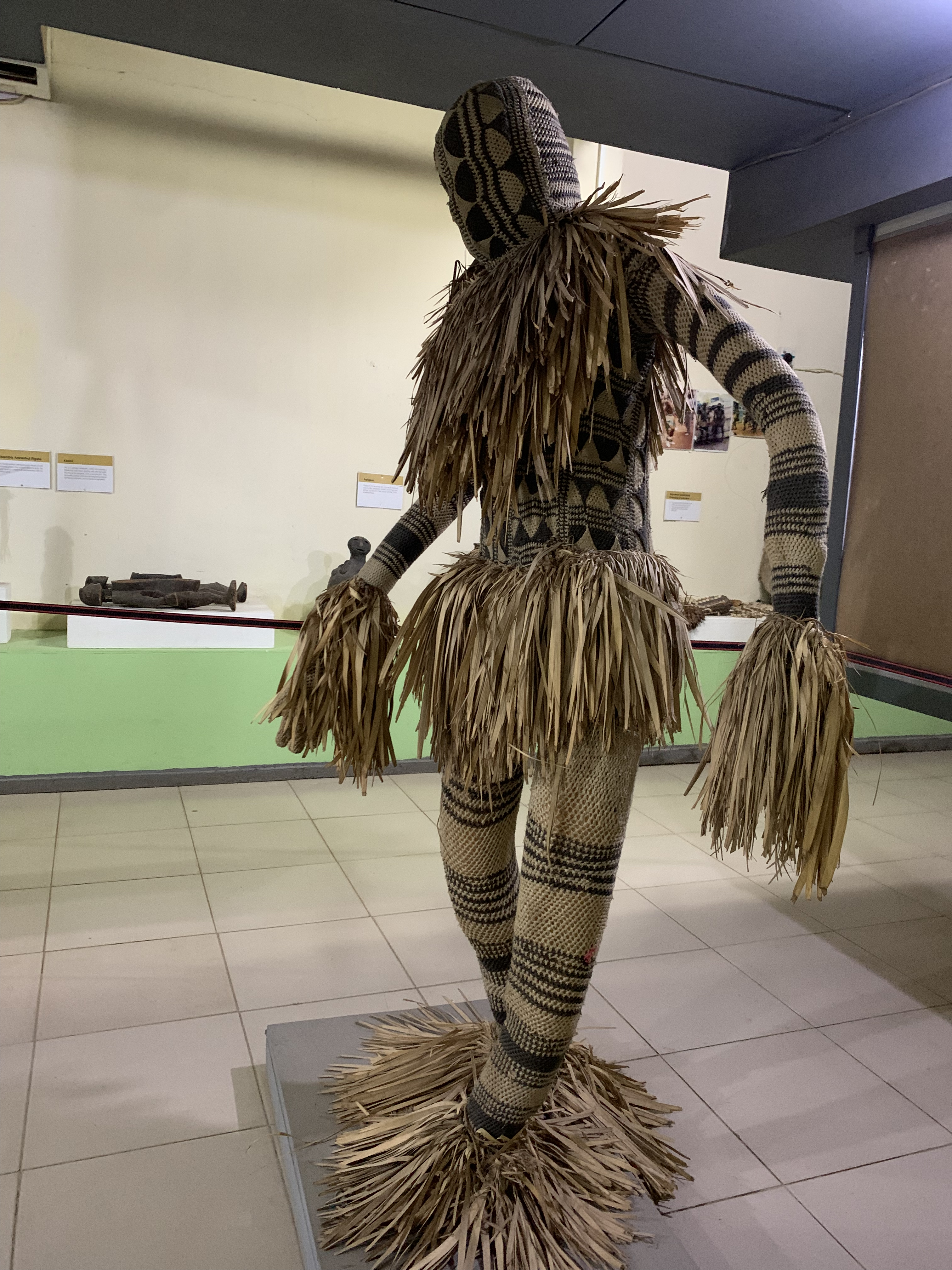
Tenue rituelle.

Kaduna est fondée par des colons britanniques en 1900. Le premier gouverneur britannique du nord du Nigéria, Sir Frederick Lugard, a choisi le site actuel pour le développement en raison de sa proximité avec la voie ferrée Lagos-Kano. Elle est devenue la capitale de l'ancienne région du Nord du Nigéria en 1917  et a conservé ce statut jusqu'en 1967. La ville est toujours influente en tant que siège de diverses organisations politiques, militaires et culturelles, notamment dans le nord du Nigeria.
En 1976, lorsque l'administration du général Murtala Mohammed a créé sept nouveaux États au Nigeria, l'État du Centre-Nord, dont la capitale est Kaduna, est rebaptisé État de Kaduna. Elle était composée des deux provinces coloniales de Zaria et Katsina. En 1991, le nombre d'États du pays est passé de vingt et un à trente. La province de Katsina est devenue l'État de Katsina, tandis que l'ancienne province de Zaria est devenue le nouvel État de Kaduna. Il existe vingt-trois zones de gouvernement local (LGA) dans l'État, bien que le nombre de groupes ethniques soit beaucoup plus important.

## Économie

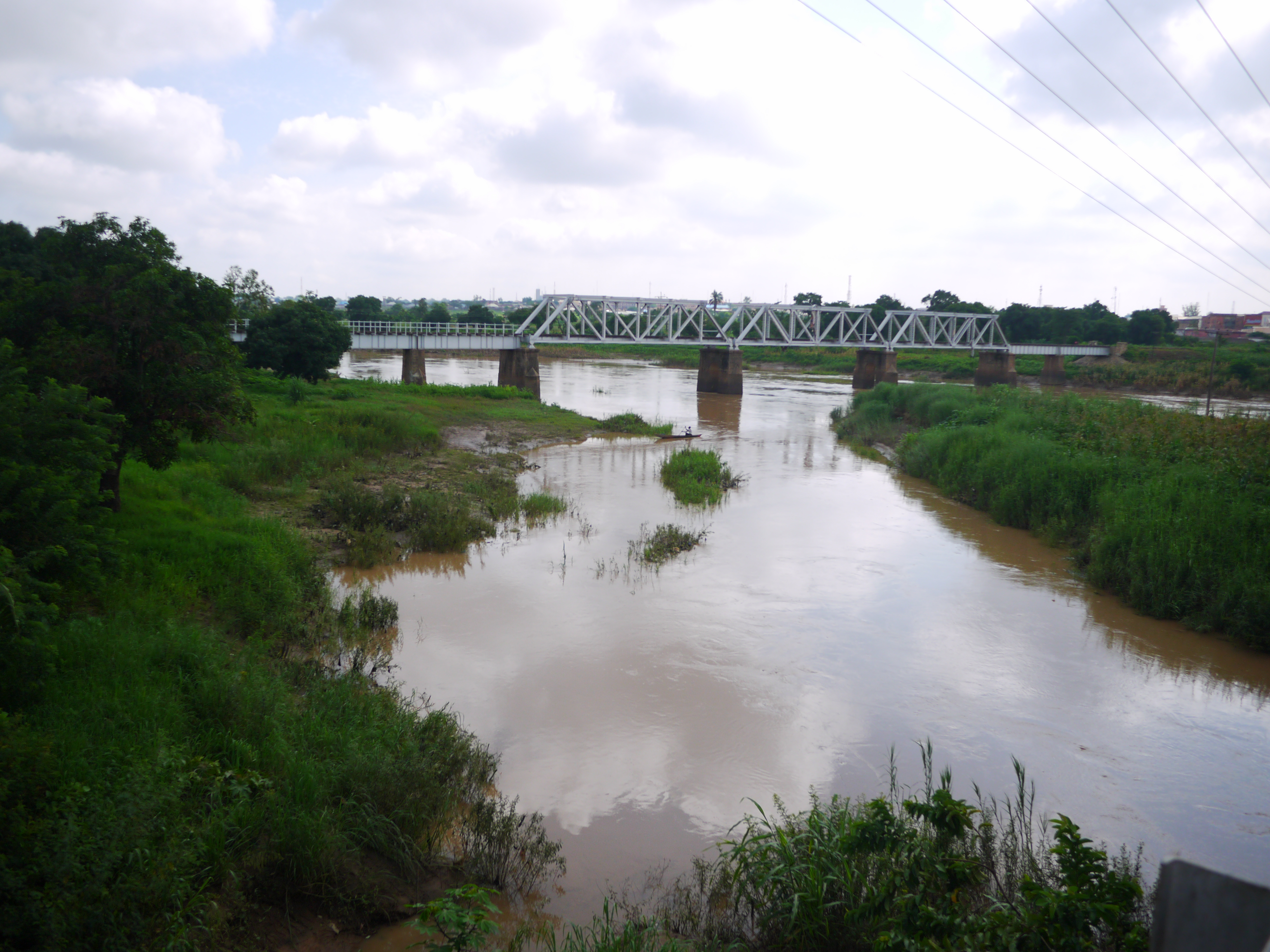
Rivière Kaduna et vieux pont ferroviaire.

### Industries
Kaduna est un centre industriel majeur du nord du Nigeria, fabriquant des produits tels que des textiles, des machines, de l'acier, de l'aluminium, des produits pétroliers et des roulements. Cependant, l'industrie textile est en déclin en raison des récentes importations chinoises et des fermetures d'usines causées par des années de négligence pendant la dictature militaire au Nigeria. Les autres produits manufacturés légers comprennent : les plastiques, les produits pharmaceutiques, la maroquinerie, les meubles et les téléviseurs. L'agriculture est également une industrie majeure à Kaduna et, à ce titre, la Banque d'agriculture a son siège dans la ville. Certaines principales exportations agricoles comprennent : le coton, les arachides, le sorgho et le gingembre. Kaduna possède également une succursale de la Bourse nigériane. La construction automobile reste également une partie importante de l'économie de Kaduna. Peugeot Automobiles Nigeria possède une usine d'assemblage à Kaduna. Kaduna Refining and Petrochemical Company (KRPC), l'une des quatre principales raffineries de pétrole du Nigeria, est située à Kaduna. Il est alimenté par un pipeline depuis les champs pétrolifères du delta du Niger,.
Une enquête de la Banque mondiale de 2009 indique que Kaduna est l'une des six villes où le chômage est le plus élevé. On estime que 20 % de la population est au chômage.

## Sports et tourisme
Il y a un grand hippodrome nommé Place Murtala Mohammed, d'un diamètre d'1,6km environ, à l'intérieur duquel se trouve le Kaduna Polo Club. Le Kaduna Golf Club est également situé dans le CBD de Kaduna. D'autres installations sportives comprennent le stade Ahmadu Bello et le stade Ranchers Bees. Il y a plusieurs hôtels dans la ville.

## Infrastructure
Le réseau d'infrastructures de la ville est modernisé par l'administration du gouverneur Nasir el-Rufai avec des passages souterrains, des viaducs et des installations d'éclairage public. Kaduna possède un port sec intérieur. L'armée nigériane dispose de plusieurs installations dans la ville, dont l'Académie nigériane de défense.

## Aéroport
La ville est desservie par l'aéroport international de Kaduna. L'aéroport a commencé ses opérations en 1982. L'armée de l'air nigériane maintient une présence dans la ville,.

## Les chemins de fer
Kaduna se trouve également sur le tracé du projet de chemin de fer à voie standard Lagos-Kano, qui est achevé entre la capitale nationale d'Abuja et Kaduna. Les trains pour Abuja partent de la gare de Rigasa à Kaduna.

## Éducation
Kaduna est communément connue comme le centre de l'apprentissage, comme en témoignent les nombreux établissements d'enseignement situés dans l'État. Les établissements d'enseignement supérieur de la ville de Kaduna comprennent :
- Université d'État de Kaduna [25]
- Académie nigériane de défense (NDA), Kaduna [20]
- Université de Greenfield Kaduna [26]
- Université nationale ouverte du Nigéria, Centre d'études de Kaduna
- Institut de technologie de l'armée de l'air, Kaduna [27]
- Institut national des enseignants (NTI), Kaduna [28]
- École de sages-femmes Kaduna [29]
- École polytechnique de Kaduna (1968), Kaduna [30],[31]
- Conseil national des études islamiques et arabes [32]
- École de commerce de Kaduna [33],[34]
- Institut de dialogue Kaduna
- Institut d'ophtalmologie, Centre national de l'oeil, Kaduna[35].
- Conseil national des études arabes et islamiques
- Centre national d'éducation nomade
- Université Ahmadu Bello, Zaria, État de Kaduna

## Zones administratives
L'administration de l'État a commencé avec le concept d'administration provinciale et de systèmes d'autorités autochtones/locales. Cependant, en 1976, l'administration Mohammed a introduit le système de zones de gouvernement local (LGA) qui déléguait certaines responsabilités aux conseillers élus/nommés. Avec chaque administration militaire fédérale successive, le nombre de LGA dans l’État de Kaduna est passé de quatorze au début des années 1980 à vingt-trois aujourd’hui en 1998. Dans chaque LGA, des unités plus petites telles que des districts et des quartiers sont reconnues.

## Lieux de culte
Parmi les lieux de culte, on trouve des églises et des mosquées. La mosquée du Sultan Bello est la plus grande et la mosquée centrale de Kaduna. Il existe également des églises : Église du Nigéria (Communion anglicane), Église presbytérienne du Nigéria (Communion mondiale d'Églises réformées), Convention baptiste nigériane (Alliance baptiste mondiale), Living Faith Church Worldwide, Redeemed Christian Church of God, Assemblées de Dieu, Église romaine. Archidiocèse catholique de Kaduna (Église catholique), Ministères de la Montagne du feu et des miracles, Église chrétienne réformée universelle, Kaduna (Église protestante)[réf. nécessaire].

## Climat

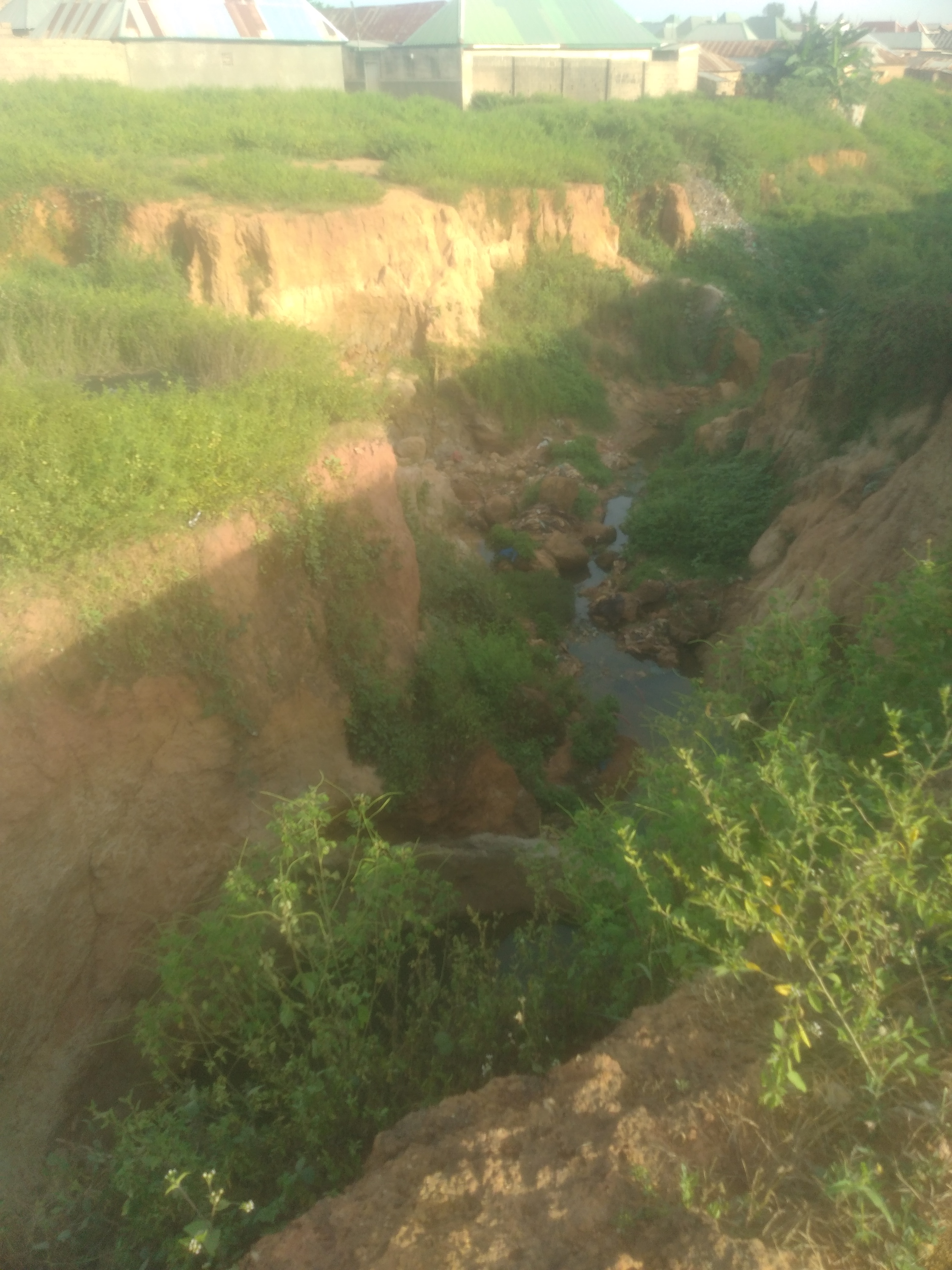
Erosion Rigasa Kaduna

L'État de Kaduna connaît un climat continental tropical typique avec différents régimes saisonniers, allant de frais à sec chaud et humide à passoire. Ces deux saisons reflètent les gonflements des masses d'air tropicales continentales et équatoriales qui traînent dans le monde entier. Cependant, dans l'État de Kaduna, la saisonnalité est prononcée avec la saison fraîche à chaud sèche étant plus longue que la saison des pluies. Encore une fois, la répartition spatiale et temporelle de la pluie varie. diminuant d'une moyenne d'environ 1530mm dans les zones de Kafanchan-Kagoro dans le sud-est à environ 1015mm dans les districts d'Ikara-Makarfi dans le nord-est. Les fortes intensités de tempêtes (allant de 60mm hr-1 à 99mm hr-1) plus la nature du ruissellement de surface construisent le bon réseau de systèmes fluviaux de taille moyenne Haute évaporation pendant la saison sèche ton mais crée des problèmes de pénurie d'eau espe cinity à Igabi, Giwa, Soba, Makarfi) et Ikara LGA

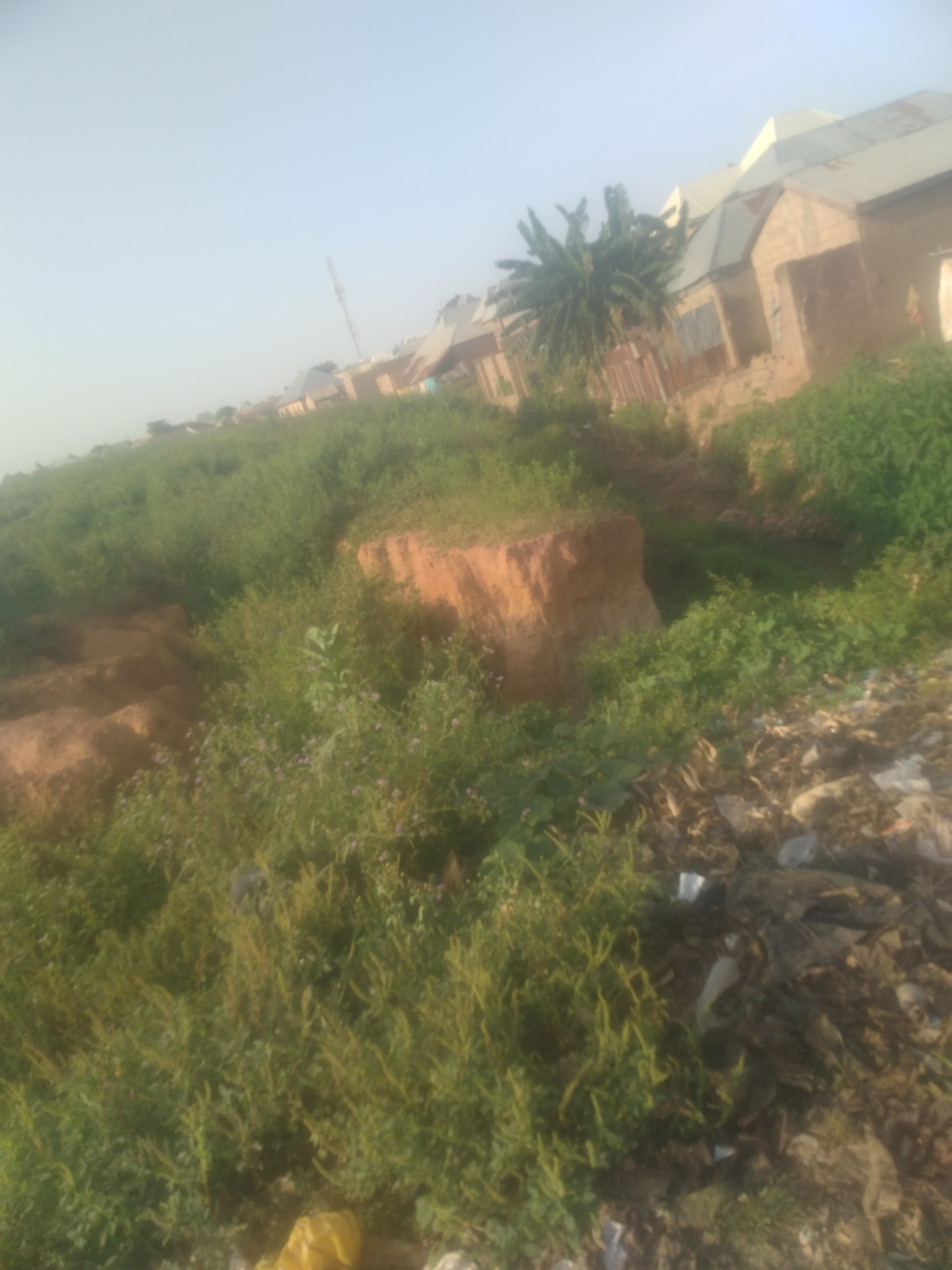
questions climatiques. Kaduna, igabi

La région de Kaduna a un climat tropical. Les étés ont beaucoup plus de pluie que les hivers. Le climat dominant dans ce domaine est classé Aw par l'échelle de Köppen-Geiger. La température moyenne annuelle de Kaduna est de 25,2 °C ou de 77,4 °F. Un total de 39,3 pouces ou 998 mm de précipitations tombe par an.
En raison de leur proximité avec l'équateur, les étés de Kaduna sont difficiles à caractériser. Janvier, février, mars, mai, juin, juillet, août, septembre, octobre, novembre et décembre sont les meilleurs mois pour voyager.

## Personnalités notables
- Joseph Pokossy Doumbe (1932-2021), homme politique et haut fonctionnaire camerounais.
- Fatimah Tuggar (1967-) plasticienne.
- Sunday Bada (1969-2011), champion olympique du 4 x 400 m en 2000.
- Ishaya Bako (1986-), réalisateur.
- Isaac Promise (1987-2019), footballeur nigérian.
- CKay (1995-), chanteur.
- Guchi (1996/7-), musicienne nigériane.
- Francis Momoh (2001-), footballeur nigérian.